# Raymond, Mississippi
Raymond este o localitate, municipalitate și co-sediu (alături de Jackson) al comitatului Hinds, statul Mississippi, Statele Unite ale Americii.
1. ↑  2010 U.S. Gazetteer Files, accesat în 9 iulie 2020